# 亚历山德罗·格兰多尼
亚历山德罗·格兰多尼（義大利語：Alessandro Grandoni，1977年7月27日—），意大利男子足球运动员，司职后卫。他曾代表意大利国奥队参加2000年夏季奥林匹克运动会足球比赛，获得第五名。